# Mianmar a 2008. évi nyári olimpiai játékokon
Mianmar a kínai Pekingben megrendezett 2008. évi nyári olimpiai játékok egyik részt vevő nemzete volt. Az országot az olimpián 5 sportágban 6 sportoló képviselte, akik érmet nem szereztek.

## Atlétika
Férfi

| Versenyszám | Előfutam | Előfutam | Előfutam | Döntő | Döntő    |         |
| Versenyszám | Idő      | Hely.    | Össz.    | Idő   | Helyezés |         |
| ----------- | -------- | -------- | -------- | ----- | -------- | ------- |
| Soe Min Thu | 5000 m   | 15:50,56 | 14.      | 39.   | kiesett  | kiesett |

Női

| Versenyszám | Előfutam | Előfutam | Előfutam | Negyeddöntő | Negyeddöntő | Negyeddöntő | Elődöntő | Elődöntő | Elődöntő | Döntő   | Döntő    |         |
| Versenyszám | Idő      | Hely.    | Össz.    | Idő         | Hely.       | Össz.       | Idő      | Hely.    | Össz.    | Idő     | Helyezés |         |
| ----------- | -------- | -------- | -------- | ----------- | ----------- | ----------- | -------- | -------- | -------- | ------- | -------- | ------- |
| Lei Lei Win | 200 m    | 24,37    | 8.       | 43.         | kiesett     | kiesett     | kiesett  | kiesett  | kiesett  | kiesett | kiesett  | kiesett |

## Evezés
Női

| Versenyző     | Versenyszám  | Előfutam | Előfutam | Középdöntő | Középdöntő | Elődöntő | Elődöntő | Elődöntő | Döntő | Döntő   | Döntő | Helyezés |
| Versenyző     | Versenyszám  | Idő      | Hely.    | Idő        | Hely.      | Típus    | Idő      | Hely.    | Típus | Idő     | Hely. | Helyezés |
| ------------- | ------------ | -------- | -------- | ---------- | ---------- | -------- | -------- | -------- | ----- | ------- | ----- | -------- |
| Zin Latt Shwe | Egypárevezős | 8:42,23  | 4.       | 8:17,76    | 6.         | C/D      | 8:24,23  | 5.       | D     | 8:00,05 | 3.    | 21.      |

## Íjászat
Férfi

| Versenyző    | Versenyszám | Selejtező | Selejtező | 64-es főtábla                           | 32-es főtábla     | Nyolcaddöntő      | Negyeddöntő       | Elődöntő          | Döntő             | Helyezés |
| Versenyző    | Versenyszám | Pont      | Kiemelt   | Ellenfél Eredmény                       | Ellenfél Eredmény | Ellenfél Eredmény | Ellenfél Eredmény | Ellenfél Eredmény | Ellenfél Eredmény | Helyezés |
| ------------ | ----------- | --------- | --------- | --------------------------------------- | ----------------- | ----------------- | ----------------- | ----------------- | ----------------- | -------- |
| Nay Myo Aung | Egyéni      | 637       | 52.       | Rafał Dobrowolski (POL) (13.) · 106-110 | kiesett           | kiesett           | kiesett           | kiesett           | kiesett           | 43.*     |

* - három másik versenyzővel azonos eredményt ért el

## Kajak-kenu

### Síkvízi
Férfi

| Versenyző          | Versenyszám        | Előfutam | Előfutam | Előfutam | Elődöntő | Elődöntő | Elődöntő | Döntő   | Döntő    |
| Versenyző          | Versenyszám        | Idő      | Hely.    | Össz.    | Idő      | Hely.    | Össz.    | Idő     | Helyezés |
| ------------------ | ------------------ | -------- | -------- | -------- | -------- | -------- | -------- | ------- | -------- |
| Phone Myint Tayzar | Kajak egyes 500 m  | 1:48,179 | 7.       | 25.      | 1:55,300 | 8.       | 24.      | kiesett | kiesett  |
| Phone Myint Tayzar | Kajak egyes 1000 m | 3:53,578 | 8.       | 21.      | kiesett  | kiesett  | kiesett  | kiesett | kiesett  |

## Úszás
Férfi

| Versenyző | Versenyszám | Előfutam | Előfutam | Előfutam | Elődöntő | Elődöntő | Elődöntő | Döntő   | Döntő    |
| Versenyző | Versenyszám | Idő      | Hely.    | Össz.    | Idő      | Hely.    | Össz.    | Idő     | Helyezés |
| --------- | ----------- | -------- | -------- | -------- | -------- | -------- | -------- | ------- | -------- |
| Zin Kyaw  | 50 m gyors  | 26,17    | 3.       | 77.      | kiesett  | kiesett  | kiesett  | kiesett | kiesett  |